# حركيات المستشفيات
حركيات المستشفيات أو ديناميات المستشفيات تعرف بالإنجليزية بمصطلح Nosokinetics وهو مصطلح مشتق من أصل لاتيني. وهو علم حديث النشأة يعتني بقياس عملية تقديم الرعاية في الأنظمة الصحية والاجتماعية. وتم وضع أسسه على يد الطبيب الإنجليزي بيتر ميلارد في عام أوائل التسعينيات من القرن الماضي. وتوجد حاليا مجموعات تعتني بتطويره وإجراء المزيد من الدراسات عنه في المملكة المتحدة وأستراليا ومصر. وتوجد نشرة دورية متخصصة للمهتمين بهذا العلم.